# L'arlesiana
L'arlesiana és una òpera en tres actes de Francesco Cilea, amb llibret de Leopoldo Marenco, basat en L'Arlésienne d'Alphonse Daudet. S'estrenà al Teatro Lirico de Milà el 27 de novembre de 1897. No s'ha estrenat a Catalunya.
L'Arlesiana és la segona de les cinc òperes de Cilea, després que deixés de compondre per al teatre amb Gloria (estrenada el 1907), tot i viure quaranta-tres anys més. Li va ser suficient Adriana Lecouvreur per assegurar un lloc d'honor dins el melodrama italià.
L'èxit de l'obra es relaciona amb l'ària del protagonista, conegut com el Lamento di Federico i, en segon lloc, per l'ària de Rosa Mamai Esser madre è un inferno. Malgrat les freqüents representacions d'aquestes cançons, fins als anys 30 L'arlesiana es va dur a terme amb poca freqüència. A diferència de la posterior Adriana Lecouvreur, L'Arlesiana mai ha tingut èxit fora d'Itàlia. Els crítics li donen la culpa al llibret, que el consideren el punt feble d’aquesta òpera. Narra la vida d’una família pagesa de la Provença. Un dels membres, Federico, s'enamora d'una dona d'Arles i després de descobrir que la noia té un altre amant, acaba suïcidant-se per la pena.
Bizet va compondre la música incidental per a la primera producció de l'obra, que es va estrenar al Théâtre du Vaudeville de París l’octubre de 1872.

## Origen i context

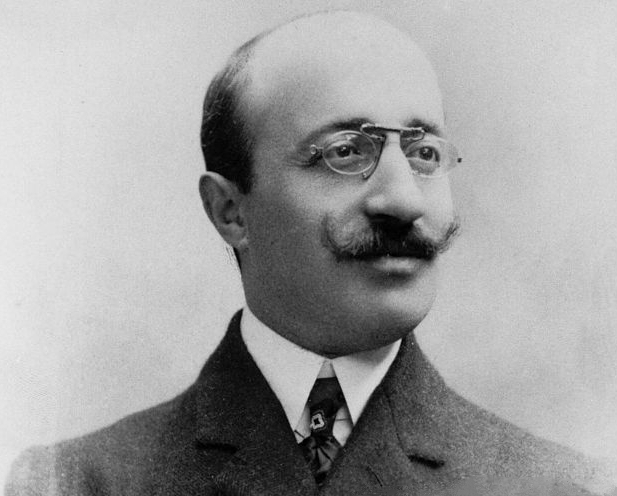
Francesco Cilea, el compositor

Cilea va començar a compondre de jove, i tot i les aspiracions del seu pare perquè fos advocat, va ingressar al Conservatori de Nàpols el 1881. Va destacar amb la seva primera òpera, Gina, que va atraure l'interès de l'editor Sonzogno. Després d'intentar seguir l'estil verista amb La Tilda (1892) sense gaire èxit, va dedicar tots els seus esforços a la seva feina com a professor de piano a Nàpols i com a instructor de contrapunt al Reale Instituto Musicale de Florència. No va tornar a compondre òpera fins cinc anys després, quan el llibretista Leopoldo Marenco li va proposar L’Arlesiana.
El jove tenor Enrico Caruso va signar el 1897 un contracte amb el Teatro Lirico de Milà. Durant la seva primera temporada s'incloïen tres estrenes mundials de l’escola verista italiana: Il Voto de Giordano, La Bohème de Leoncavallo i L’Arlesiana. Cilea el va entrenar personalment per al paper, ajudant-lo a suavitzar el seu to potent i a afegir més matisos a la seva interpretació.
Francesco Cilea va destacar en el verisme amb dues òperes de gran contrast: L’Arlesiana, amb un estil popular i directe, i Adriana Lecouvreur (1902), sofisticada i plena de matisos, ideal per a dives. Mentre que Adriana Lecouvreur s'ha mantingut en repertori, L’Arlesiana és sovint recordada només pel lament E la solita storia del pastore, una ària exigent que permet als tenors mostrar expressivitat i tècnica, amb un final dramàtic que commou els aficionats. Aquesta peça es va consolidar gràcies a la interpretació d'Enrico Caruso. L’Arlesiana es considera verista pel seu retrat musical de l'ambient rural, però no destaca per trencar esquemes dins d’aquest estil. La seva música no és exactament popular ni altament refinada, però sí amb una línia vocal fluida i nítida en la qual Cilea reflecteix la tradició melòdica italiana, senzilla i emotiva. Inclou algunes melodies populars franceses que encaixen amb l'escenari de la Provença.

## Representacions

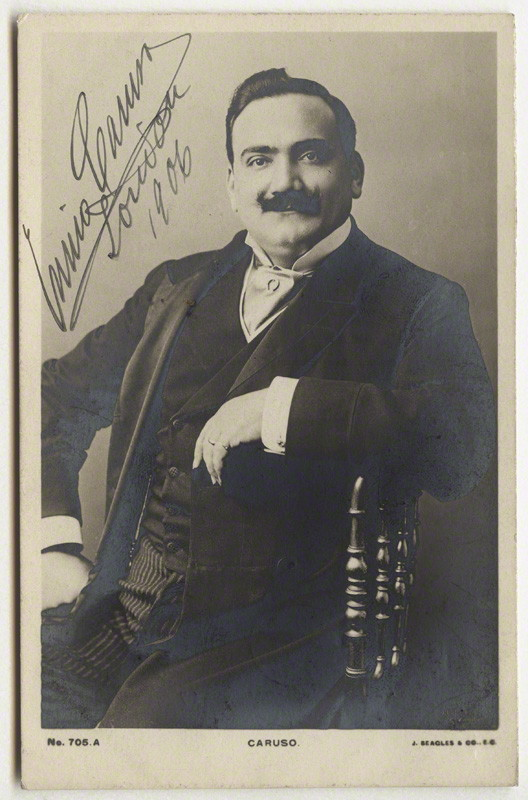
Enrico Caruso va estrenar l'òpera

L'estrena no va aconseguir un èxit important, tot i la presència d'Enrico Caruso, que en aquell moment només tenia vint anys i va tenir el seu primer gran èxit.
Tot i això, l'editor Sonzogno es va mostrar satisfet. Continuava la seva competició amb Ricordi que, després de publicar els grans èxits de Verdi, seguia ampliant el seu catàleg amb les obres de Puccini i Zandonai. Sonzogno, per la seva banda, va obtenir els drets exclusius sobre Mascagni i va decidir apostar per Cilea, un compositor de trenta-un anys amb molt de potencial.
Cilea era conscient de les mancances de L’arlesiana i va dedicar-hi revisions al llarg de la seva vida. Un any després de l’estrena original, va reaparèixer en el mateix teatre el 22 d’octubre de 1898, amb una versió millorada que reduïa l’obra de quatre a tres actes. El 1910, va afegir-hi l'ària impactant per al personatge de Rosa Mamai, Esser madre è un inferno, juntament amb altres ajustaments que van enriquir l’òpera. Una nova versió, notablement alterada, es va estrenar al Teatre San Carlo de Nàpols, el 28 de març de 1912.
Molts anys després, Cilea va continuar millorant L’Arlesiana: el 1937 va incorporar un preludi i, el 1938, un intermezzo simfònic per a l’inici del tercer acte. Totes aquestes revisions van ser presentades juntes per primera vegada al Teatre Municipal de Piacenza el 23 de gener de 1940. Una versió per a piano, que es conserva a la Casa de la Cultura de Palmi, revela que Cilea tenia al cap encara més ajustaments en una nova revisió. Així, L’Arlesiana es troba entre les òperes amb més revisions de la història, un reflex de l’estimació de Cilea per aquesta obra i, alhora, de la seva constant recerca d’un resultat artístic que considerés complet.
El famós Lamento di Federico s'ha convertit en una peça emblemàtica per als tenors, que l'han utilitzat per exhibir el seu talent líric i, en alguns casos, per fer gala de virtuosisme, afegint-hi un si natural final no indicat per Cilea però que corona de manera infal·lible el crescendo emocional d’aquesta ària tan plena de sentiment. D'altra banda, el lament de Rosa Mamai, Esser madre è un inferno, amb el seu to més punyent, també ha consolidat la bellesa de la partitura de Cilea en la memòria dels amants de l'òpera, convertint-se en un moment inesborrable.

## Enregistraments
Encara que amb el reeixit enregistrament complet de la RAI de 1951, amb la parella Tassinari-Tagliavini, es va tenir accés a l'obra cileana i molts l'adopten com gravació de capçalera fins que la EMI augmentés l'escassa discografia, quaranta anys després, amb una altra aconseguida lectura, amb la presència de la mezzo de Bolzano Elena Zilio. Una tercera lectura, en viu a Cosenza, aporta una ajuda més perquè aquesta interessant obra mantingui el tipus més enllà d'aquelles importants pàgines solistes.